# Arrondissement di Wissembourg
L'arrondissement di Wissembourg è una suddivisione amministrativa francese, situata nel dipartimento del Basso Reno e nella regione del Grand Est.

## Composizione
L'arrondissement di Wissembourg raggruppa 68 comuni in 5 cantoni:
- cantone di Lauterbourg
- cantone di Seltz
- cantone di Soultz-sous-Forêts
- cantone di Wissembourg
- cantone di Wœrth.